# Рабінович Осип Аронович
Осип Аронович Рабінович (14 січня 1817 року, Кобеляки Полтавської губернії - 1869, Мерано, Австро-Угорщина, нині Італія ) - російський прозаїк, публіцист, представник російсько-єврейської літератури, редактор, громадський діяч.

## Біографія
Народився 14 січня 1817 року в містечку Кобеляки, нині - Полтавська область, Україна, в заможній єврейській родині.
Дитинство пройшло на Луганському ливарному заводі, де він отримав домашню освіту. 
У віці 23 років вступив до Харківського університету на медичний факультет, який залишив через погіршення матеріального становища родини.
У 1845 року з дружиною і дочкою переїжджає в Одесу, де його приймають в число повірених комерційного суду. На початку 1848 року отримує посаду публічного нотаріуса, відкриває власну контору і веде активну юридичну практику.
У 1847-1848 роках Рабінович дебютував в російськомовній журналістиці статтями в «Одеському Віснику». В тому ж році був опублікований його переклад з івриту поеми Якова Ейхенбаума «Гакраб» («Га-Крав» - Битва, Одеса, 1847). 
У двох випусках одеського альманаху «Літературні вечори» у 1849-1850 роках вийшли його повісті «Історія торгового дому "Фірліч і К°"» і «Моріц Сефарді».
З середини 1850-х років публікує прозу і статті в петербурзьких журналах «Сучасник», «Руське слово», «Бібліотека для читання», в московському «Російському віснику» та іншим.
З початком періоду реформ 1856-60-х років спільно з І. І. Тарнополем домігся права на випуск першого російсько-єврейського журналу «Світанок», що випускався в Одесі в 1860-1861 роках.
У 1860-их роках був гласним Одеської міської думи.

## Творчість
Найбільшу популярність здобула повість «Історія про те, як реб Хаїм-Шулим Фейгіс подорожував з Кишинева до Одеси, і що з ним трапилося» (1865 рік). 
Автор ряду прижиттєвих книг прози, журнальних і газетних публікацій, брошур, посмертного 3-хтомного зібрання творів.
З виходом посмертного зібрання творів в трьох томах (Петербург, Одеса, 1880-1888) отримав статус «піонера російсько-єврейської літератури» [Архівовано 15 травня 2021 у Wayback Machine.].
В СРСР не перевидавався.

## Родина
Онук - інженер і вчений в галузі залізничного транспорту Артур Адольфович Абрагамсон.